# TUE Série 7000/7500 (CPTM)
O TUE Série 7000 (CPTM) é um trem-unidade elétrico pertencente à frota do Trem Metropolitano de São Paulo. Ele foi fabricado pela CAF e iniciou a operação em 2010.

## História

### Projeto e fabricação
Em 2007 o governo do estado lançou um programa de modernização das linhas da CPTM, tendo obtido junto aos Banco Internacional para Reconstrução e Desenvolvimento (BIRD) e Japan Bank for International Cooperation (JBIC) um empréstimo de US$ 1,74 bilhão. Com esses recursos, a CPTM lançou a concorrência internacional nº 3834722011 visando a aquisição de 40 trens unidade elétricos de 8 carros. As empresas CAF, Siemens e Alstom apresentaram as seguintes propostas:
| -                  | Construcciones y Auxiliar de Ferrocarriles | R$ 1.177.188.281,67 |
| Consórcio Novotrem | Alstom Mitsui                              | R$ 1.324.848.461,69 |
| -                  | Siemens                                    | R$ 1.945.896.386,83 |

Após a análise das propostas, a empresa CAF foi declarada vencedora do certame em 3 de julho de 2008. Em consequência, a empresa Siemens entrou na justiça alegando irregularidades na contratação. A assinatura do contrato chegou a ser suspensa até a decisão final do Supremo Tribunal de Justiça, que liberou a contratação da CAF, pelo valor de R$ 1.177.188.281,67. Apesar da liberação do contrato, as alegações da Siemens deram origem à investigações que resultaram na revelação do Escândalo das licitações no transporte público em São Paulo.
Por conta de uma exigência legal do governo de São Paulo, a CAF implantou uma fábrica de trens na cidade de Hortolândia. Essa fábrica ficou responsável por fabricar 38 dos 40 trens unidade, enquanto que as duas primeiras unidades foram produzidas pela fábrica da CAF em Zaragoza, Espanha.
Segundo o Tribunal de Contas do estado de São Paulo a aquisição desses 48 trens entre 2007 e 2008 foi feita com base em uma estimativa de preços obsoleta (datada de 1994), resultando em possível prejuízo ao estado.
O primeiro trem foi fabricado na Espanha e entregue para a CPTM em janeiro de 2010. As entregas seguiram até o ano seguinte:
| Ano   | Quantidade |
| ----- | ---------- |
| 2010  | 21         |
| 2011  | 19         |
| Total | 40         |

### Operação

#### CPTM
O primeiro trem foi entregue em 28 de março de 2010, prestando serviços na Linha 12–Safira.
As duas unidades acidentadas, Q008 (7005-7008) e Q048 (7045/7048) foram cortadas no pátio da estação de Presidente Altino no dia 17 de novembro de 2023, após serem declaradas irrecuperáveis. A concessionária ViaMobilidade encomendou dois trens extras da Série 8900 para substitui-las.
Atualmente a frota encontra-se distribuída da seguinte forma:
| Numeração | Linha(s) de operação | Data de operação |
| --------- | -------------------- | ---------------- |
| 7009-7012 | Diamante Esmeralda   | 10/6/2010        |
| 7013-7016 | Diamante Esmeralda   | 23/6/2010        |
| 7021-7024 | Diamante Esmeralda   | 19/8/2010        |
| 7041-7044 | Diamante Esmeralda   | 29/9/2010        |
| 7049-7052 | Diamante Esmeralda   | 21/10/2010       |
| 7053-7056 | Diamante Esmeralda   | 29/10/2010       |
| 7061-7064 | Diamante Esmeralda   | 12/11/2010       |
| 7065-7068 | Diamante Esmeralda   | 22/11/2010       |
| 7081-7084 | Diamante Esmeralda   | 9/12/2010        |
| 7093-7096 | Diamante Esmeralda   | 9/1/2011         |
| 7097-7100 | Diamante Esmeralda   | 20/1/2011        |
| 7101-7104 | Diamante Esmeralda   | 22/1/2011        |
| 7117-7120 | Diamante Esmeralda   | 1/3/2011         |
| 7121-7124 | Diamante Esmeralda   | 16/3/2011        |
| 7125-7128 | Diamante Esmeralda   | 16/3/2011        |
| 7129-7132 | Diamante Esmeralda   | 12/4/2011        |
| 7133-7136 | Diamante Esmeralda   | 3/4/2011         |
| 7141-7144 | Diamante Esmeralda   | 12/4/2011        |
| 7153-7156 | Diamante Esmeralda   | 14/5/2011        |
| 7001-7004 | Safira               | 28/3/2010        |
| 7017-7020 | Safira               | 20/7/2010        |
| 7025-7028 | Safira               | 25/8/2010        |
| 7029-7032 | Safira               | 27/8/2010        |
| 7033-7036 | Safira               | 2/9/2010         |
| 7037-7040 | Safira               | 15/9/2010        |
| 7057-7060 | Safira               | 6/11/2010        |
| 7069-7072 | Safira               | 5/1/2011         |
| 7073-7076 | Safira               | 27/11/2010       |
| 7077-7080 | Safira               | 2/12/2010        |
| 7085-7088 | Safira               | 5/1/2011         |
| 7089-7092 | Safira               | 16/12/2010       |
| 7105-7108 | Safira               | 15/2/2011        |
| 7109-7112 | Safira               | 15/2/2011        |
| 7113-7116 | Safira               | 1/3/2011         |
| 7137-7140 | Safira               | 12/4/2011        |
| 7149-7152 | Safira               | 4/5/2011         |
| 7145-7148 | Safira               | 20/4/2011        |
| 7157-7160 | Safira               | 27/5/2011        |
| 7005-7008 | Baixados             | 8/4/2010         |
| 7045-7048 | Baixados             | 8/10/2010        |

#### ViaMobilidade

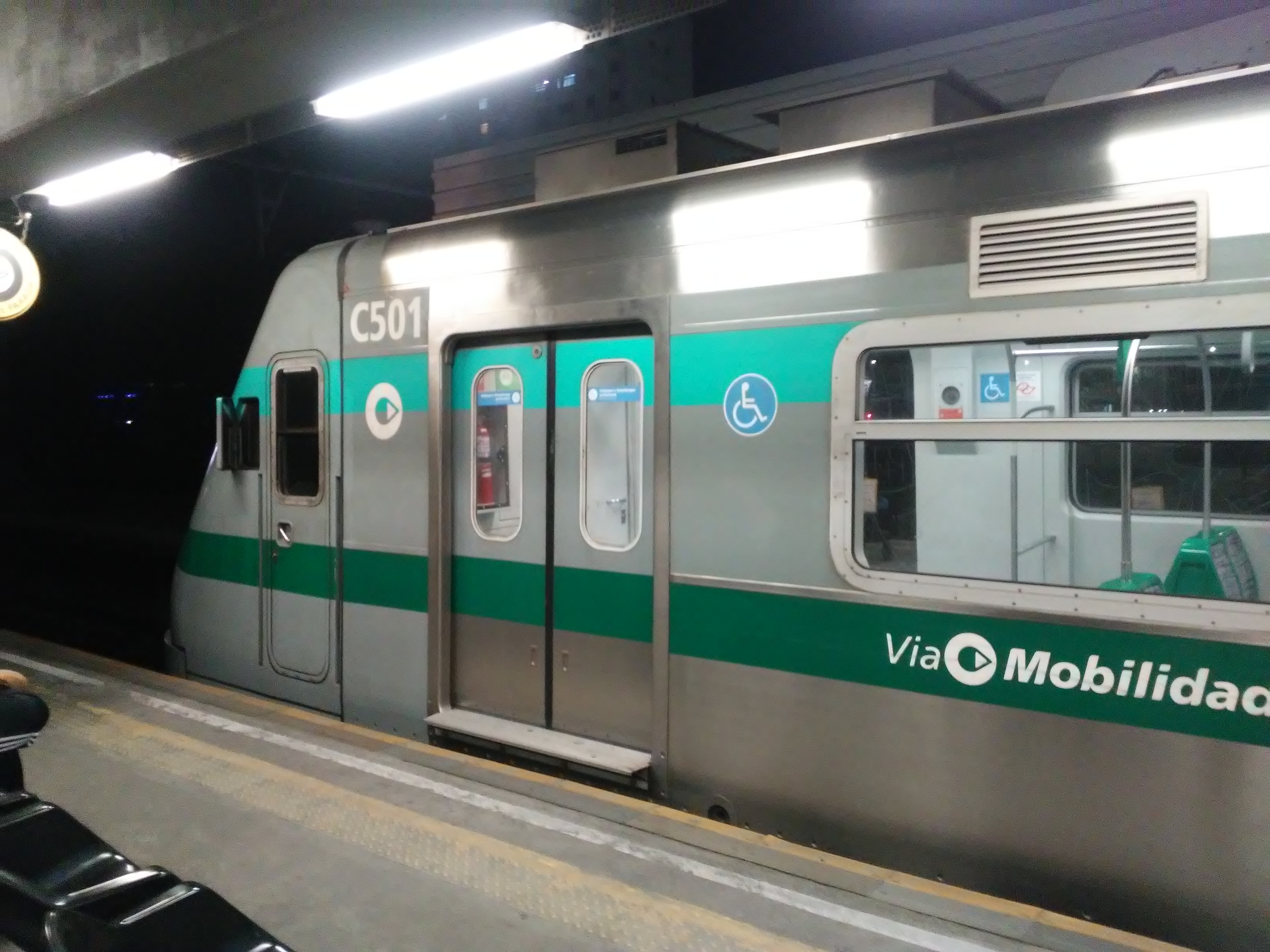
Trem da Série 7000 nas cores da ViaMobilidade.

Como processo de concessão das linhas 8–Diamante e 9–Esmeralda, no início de 2021 todas as unidades operacionais desta frota foram deslocadas temporariamente para essas linhas, sendo que os 19 com menor rodagem serão devolvidos à CPTM com a chegada da nova série, comprada pela concessionária. Os demais trens da série 7000 permanecerão nessas duas linhas permanentemente.
Segundo dados da CPTM, para a operação das Linhas 8 e 9 no horário de pico (período de maior uso) são necessários 43 trens:
| Capacidade máxima de trens no horário de pico | Capacidade máxima de trens no horário de pico | Capacidade máxima de trens no horário de pico |
| Linha                                         | Horário de Pico Manhã                         | Horário de Pico Tarde                         |
| --------------------------------------------- | --------------------------------------------- | --------------------------------------------- |
| 8 Diamante (Amador Bueno—Itapevi)             | 2                                             | 2                                             |
| 8 Diamante (Itapevi-Julio Prestes)            | 20                                            | 19                                            |
| 9 Esmeralda (Osasco-Grajaú)                   | 21                                            | 21                                            |
| Total                                         | 43                                            | 42                                            |
| Fonte CPTM (2019)                             |                                               |                                               |

Durante o processo de transferência da frota, a CPTM entregou 38 trens da Série 7000 para a ViaMobilidade. Desses, apenas 14 se encontravam com a revisão em dia. Os demais 24 estavam com a revisão vencida. A operação de 24 trens da Série 7000 com revisão vencida provocou um maior número de falhas e acidentes.
Após a chegada dos trens da série 8900 para as Linhas 8-Diamante e 9-Esmeralda, 10 composições foram devolvidas para a CPTM até o momento, e uma unidade voltou a prestar serviços na Linha 12-Safira, ja as outras composições estão aguardando os devidos testes.

## TUE Série 7500 (CPTM)
O TUE Série 7500 (CPTM) é um trem-unidade elétrico pertencente à frota do Trem Metropolitano de São Paulo. Após a aquisição da Série 7000, a CPTM lançou licitação em maio de 2008 para adquirir 8 novos trens. A licitação foi vencida novamente pela empresa CAF, pelo valor de R$ 272.265.004,27.
Os novos trens, batizados de Série 7500, começaram a circular em agosto de 2011, atendendo inicialmente apenas a Linha 9–Esmeralda. A chegada de 7 trens ainda em 2011 fez com que a quilometragem média entre falhas (MKBF) da frota tivesse um pequeno aumento naquele ano. Com a chegada dos TUEs série 8500 e série 9500 para as linhas 7–Rubi e 11–Coral, essas composições foram sendo remanejadas para a Linha 10–Turquesa, que carecia de trens novos, contando até então com a Série 2100 ("Trem Espanhol") e, posteriormente, com a Série 3000, como expresso. A primeira composição (7517-7520) passou a circular pela Linha 10-Turquesa em fevereiro de 2018 e, na Linha 7–Rubi, em maio de 2021. Em novembro de 2021 a série retornou a linha 9-Esmeralda e, em dezembro de 2021, iniciou as operações pela linha 8–Diamante, emprestados temporariamente à nova concessionária das linhas. Em 12 de dezembro de 2021, o último trem presente no serviço 710 encerrou as operações e no dia 13, a frota foi totalmente transferida para as linhas 8-Diamante e 9-Esmeralda.
No dia 18 de setembro de 2024 as composições R516 e R504 começaram a circular na Linha 12 Safira, devido a devolução das primeiras unidades de volta para a CPTM.
| Numeração | Linha de operação | Data de operação |
| --------- | ----------------- | ---------------- |
| 7501-7504 | Safira            | 30/06/2012       |
| 7505-7508 | Safira            | 27/08/2011       |
| 7509-7512 | Safira            | 26/08/2011       |
| 7513-7516 | Safira            | 29/08/2011       |
| 7517-7520 | Safira            | 17/09/2011       |
| 7521-7524 | Safira            | 22/09/2011       |
| 7525-7528 | Safira            | 29/09/2011       |
| 7529-7532 | Safira            | 27/10/2011       |

## Acidentes e incidentes
- 23 de dezembro de 2010 — Colisão em baixa velocidade entre trens vazios das série 7000 e 1100 na área de manobras da estação da Luz. Sem feridos.[36]

- 11 de julho de 2011 — Colisão entre trens das séries 7000  e 1700 na estação Barra Funda deixou 42 pessoas feridas. Posteriormente o laudo indicou falha humana, resultando na demissão do maquinista.[37]

- 4 de janeiro de 2013 - Trem da Série 7000 avaria rede aérea próximo da estação Morumbi da Linha 9 Esmeralda.[38]

- 11 de janeiro de 2013 - Descarrilamento de trem da Série 7000 durante manobra nas oficinas do Brás.[39]

- 16 de fevereiro de 2012 —  Trem unidade descarrila vazio na área de manobras da estação Ceasa.[40]

- 25 de abril de 2018 - Descarrilamento de trem da Série 7000 entre as estações Brás e Tatuapé da Linha 12 Safira. Sem feridos.[41]

- 15 de junho de 2019 — Trem choca-se com para-choque de via na estação Brás, sem deixar feridos.[42]

- 10 de março de 2022 — Trem da série 7000 choca-se com para-choque de via na estação Júlio Prestes, destruindo a barreira, mas sem deixar feridos.[43]

- 21 de agosto de 2022 — Trem da série 7500 descarrila com passageiros entre as estações Domingos de Moraes e Imperatriz Leopoldina, na Linha 8–Diamante.[44]

- 7 de dezembro de 2022 — Trem da série 7000 descarrila com passageiros na plataforma da estação Domingos de Moraes, na Linha 8–Diamante.[45]

- 16 de janeiro de 2023 — Trem da série 7000 descarrila com passageiros perto da Estação Lapa, na Linha 8–Diamante.[46]

- 28 de fevereiro de 2023 — Trem da série 7000 descarrila com passageiros entre as estações Grajaú e Mendes-Vila Natal, na Linha 9–Esmeralda.[47]

- 18 de março de 2023 — Trem da série 7000 descarrila com passageiros entre as estações Itapevi e Sagrado Coração, na Linha 8–Diamante.[48]

- 30 de março de 2023 — Trem da série 7000 descarrila com passageiros perto da estação Júlio Prestes, da Linha 8–Diamante.[49]

- 17 de novembro de 2023 – Trem da Série 7000 descarrila com passageiros nas proximidades da estação Santo Amaro da Linha 9 Esmeralda.[50]
- 24 de julho de 2024 – Trem da Série 7000 descarrila com passageiros entre as estações Sagrado Coração e Engenheiro Cardoso, na Linha 8–Diamante.[51]